# Aleš Pajovič
Aleš Pajovič (født 1. juni 1979 i Celje, Jugoslavien) er en slovensk håndboldtræner og tidligere håndboldspiller.
Han spillede for den slovenske ligaklub RK Celje. Han kom til klubben i 2009, efter en årrække i spanske BM Ciudad Real. Med Ciudad Real har han i såvel 2006 som 2008 vundet Champions League.

## Landshold
Pajovič er blandt stjernerne på det slovenske landshold, og var en bærende kraft på holdet, da det overraskende vandt sølvmedaljer ved EM i 2004 på hjemmebane.

## Trænerkarriere
I marts 2019 blev han træner for Østrig.
Han var træner for Østrig ved EM i Håndbold 2020.